# Ivo Šmoldas
Ivo Šmoldas (* 23. července 1955 Prostějov) je český básník, nakladatelský redaktor, kulturní publicista, scenárista, moderátor, překladatel a v posledních letech také divadelní herec.

## Život
Po absolutoriu Filozofické fakulty Univerzity Karlovy pracoval v nakladatelství Český spisovatel jako nakladatelský redaktor a manažer. Poté krátce působil v nakladatelství Columbus, později spoluzaložil soukromé vydavatelství Apsida.
V současné době pracuje jako umělec na volné noze, věnuje se především překladům z angličtiny, příležitostně též ze slovenštiny. Spolupracuje s Českou televizí, kde připravuje pořad o knihách Knižní svět, v České televizi také nepravidelně působí jako moderátor pořadů s kulturní tematikou. Pravidelně spolupracuje na glosování aktuálních Témat dne pro Rádio Impuls. Na Dvojce Českého rozhlasu uvádí vlastní talkshow Lenoška Iva Šmoldase.
Do širšího povědomí diváků se dostává spíše jako moderátor. Poprvé se takto, společně s Ladislavem Vereckým, projevil ve studiu pro pořad Dementi v kolektivu okolo kameramana Ondřeje Procházky a režiséra Jiřího Věrčáka. Působil také jako jazykový odborník v TV pořadu To je ta čeština.
Zajímavostí je, že má v těle 3 ledviny.

## Dílo
- Sbírka veršů Zimní srst